# Roche moutonnée

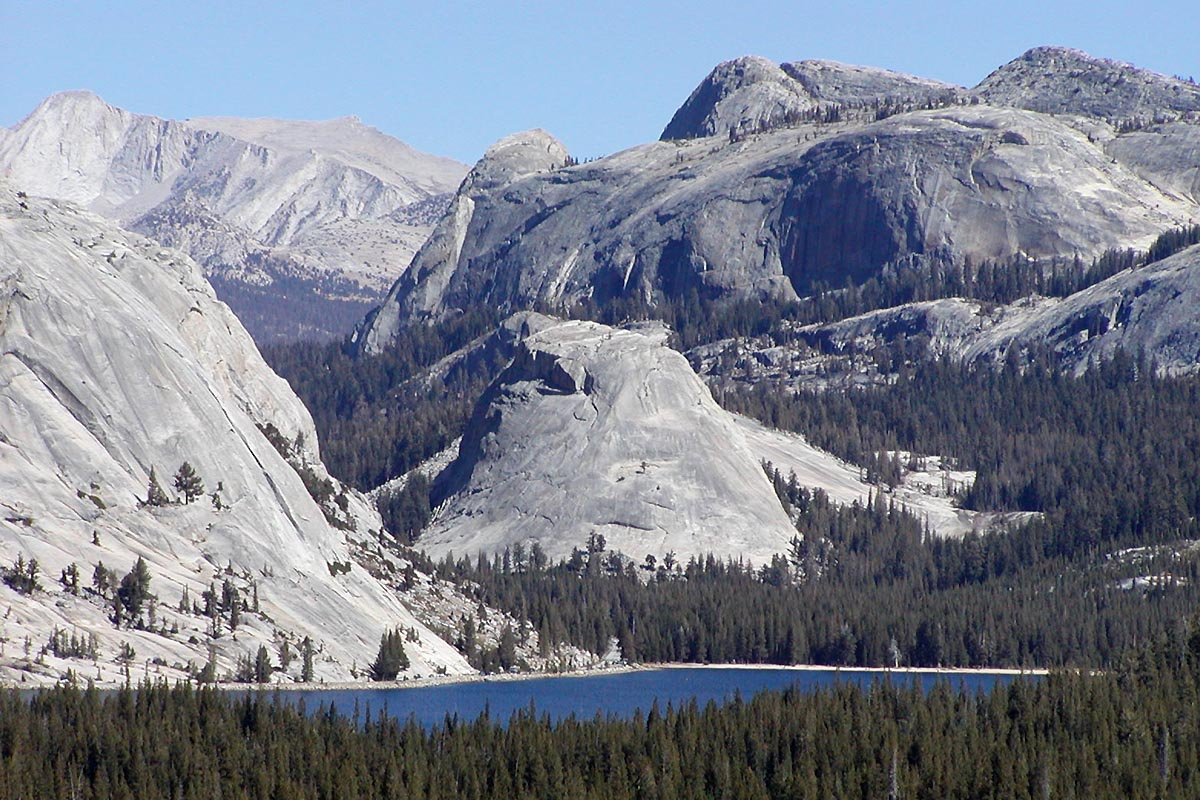
Voorbeeld van een landschap gedomineerd door roche moutonnée: Tuolumne Meadows in Yosemite National Park, Sierra Nevada, VS

Roche moutonnée (ook wel Bultrots genoemd) is een landvorm die ontstaat door glaciale erosie. Door het "slijpen" en "polijsten" van een gletsjer ontstaat een golvend oppervlak van bedrock, dat vaak bedekt is met andere sporen van glaciale erosie, zoals striaties. Roche moutonnée ontwikkelt zich het beste wanneer de bedrock uit een harde lithologie zoals gneis of graniet bestaat. De loefzijde is daarom gestroomlijnd, terwijl de lijzijde daarentegen onregelmatig en brokkelig is.
De golvende structuren zijn meestal in de orde van enkele meters tot enkele kilometers groot, de laatste worden vaak megabultrotsen genoemd. Ze zijn asymmetrisch in doorsnee. De zijde in de richting waarin vroeger het ijs stroomde is meestal steil, de zijde tegen de stroming in afgerond, min of meer analoog met de asymmetrie van fluviatiele stroomribbels.